# Brezje (Sveta Nedelja)
Brezje je naseljeno mjesto u Republici Hrvatskoj u Zagrebačkoj županiji.

## Zemljopis
Administrativno je u sastavu grada Svete Nedelje. Naselje se proteže na površini od 2,50 km². 

## Stanovništvo
Prema popisu stanovništva iz 2011. godine Brezje ima 1506 stanovnika i 277 kućanstava prema popisu iz 2001. Gustoća naseljenosti iznosi 602,4 st./km².
| broj stanovnika | 137   | 197   | 183   | 217   | 233   | 263   | 289   | 323   | 382   | 391   | 423   | 494   | 614   | 772   | 1026  | 1506  | 1468  |
|                 | 1857. | 1869. | 1880. | 1890. | 1900. | 1910. | 1921. | 1931. | 1948. | 1953. | 1961. | 1971. | 1981. | 1991. | 2001. | 2011. | 2021. |

## Spomenici i znamenitosti
- Kurija Gluck – Hafner